# Релігійна цензура
Релігійна цензура — це форма цензури, коли свобода слова контролюється або обмежується використанням релігійної влади або на підставі релігійного вчення. Ця форма цензури має тривалу історію та практикується у багатьох суспільствах і багатьма релігіями.
Прикладами є Комп'єнський едикт, Індекс заборонених книг та анафема роману Салмана Рушді «Сатанинські вірші», оголошена іранським аятолою Хомейні.

## Огляд
Релігійна цензура — це акт утиску поглядів, які суперечать поглядом організованої релігії. Як правило, її здійснюють за звинуваченням у богохульстві, ересі, блюзнірстві або неповазі, а праця, що піддається цензурі, розглядається як непристойна, образлива, така що кидає виклик догмі або порушує релігійні табу. Відкидання цих звинувачень часто ускладнене, оскільки деякі релігійні традиції дозволяють лише релігійній владі (духовенству) інтерпретувати доктрину і така інтерпретація переважно догматична. Наприклад, Римо-католицька церква з цих підстав заборонила сотні книжок і вела «Індекс заборонених книг», куди потрапили твори, які були небезпечними на думку Святої палати (індекс був скасований лише 1966 року).

## Цензура у західному християнстві
Винахід  Йоганном Гутенбергом друкарського верстату бл. 1440 року змінив природу публікації книг, і вже в XVI ст. більшість церков та урядів Європи намагалися регулювати і контролювати друкарство. По всій Європі уряди встановлювали контроль за видавництвами і друкарями, вимагаючи від них наявності ліцензії для друку та продажу книжок. У 1557 році Англійська корона у намаганні зупинити потік інакодумців заснувала Канцелярську компанію. Право друкувати книги було надано лише двом університетам (Оксфорд та Кембридж) та 21 друкарні, які вже існували у Лондонському Сіті. У Франції едикт Шатобріана 1551 року включав положення про розпакування та інспектування всіх книг, які ввозились до Франції (оскільки на той час в Женеві кальвіністи вже друкували свої книги), а Комп'єнський едикт 1557 року оголошував смертну кару всім, хто відмовлявся від католицтва у Франції. Цей едикт був передумовою релігійних війн у Франції).
Перша редакція «Індексу заборонених книг» була оприлюднена папою Павлом IV 1559 року і за чотириста років існування Індексу він багато разів переглядався. Деякі роботи, згадані в Індексі — твори Еразма Ротердамського, католицького вченого, який стверджував, що «Іванова вставка» — ймовірно підробка, та праця «De revolutionibus orbium coelestium» Миколая Коперника, в якій він виступав на користь геліоцентризму, оскільки обидві праці суперечили офіційній позиції церкви з цих питань.
Останнє (20-те) видання з'явилось 1948 року і було формально скасовано 14 червня 1966 року папою Павлом VI. Однак, відповідно до Конгрегації доктрини віри, моральний обов'язок Індексу скасований не був. Більш того, Кодекс канонічного права 1983 року встановлює, що єпископи мають обов'язок та право переглядати будь-який матеріал стосовно віри чи моралі до того, як його можна надрукувати.
Нещодавні приклади християнської заборони:
- роман «Код да Вінчі» був заборонений на Самоа.

## Цензура в ісламі
Схожа методологія застосовувалась ісламськими теократіями, наприклад фетва проти роману «Сатанинські вірші», яка вимагала, щоб автора стратили за богохульство.
Деякі ісламські суспільства мають релігійну поліцію, яка конфіскує визнані не-ісламськими і заборонені споживчі товари та медіа-носії, наприклад різні західні музичні групи, ТБ-шоу та фільми У Саудівській Аравії релігійна поліція активно запобігає сповідуванню або прозелітизму неісламських релігій в межах Аравії, де вони заборонені. Це включало і заборону фільму «Страсті Христові».
Приклад ісламської цензури:

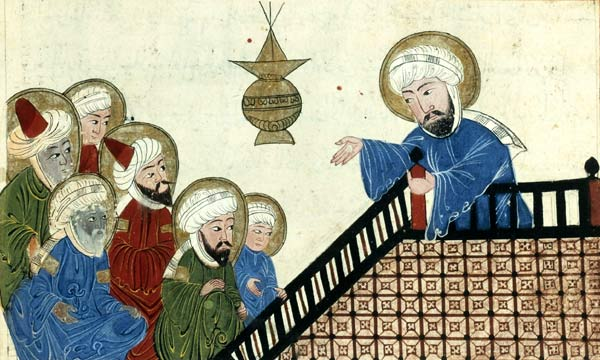
Сторінка з ілюстрованої копії XV ст. книги авторства Аль-Біруні, яка показує пророка Мухаммада і Прощальне паломництво Петиція 2008 року вимагала видалити це зображення з Вікіпедії

- Зображення пророка Мухаммада у 2000 роки викликали велику суперечку та цензуру, включно з зображенням справа.

## Цензура в юдаїзмі
Протягом всієї історії друку юдейських книжок, деякі з них піддавались цензурі або заборонялись. При цьому можна виділити дві категорії такої цензури: цензура світської влади та само-цензура (самим автором, видавником, потенційними читачами) через страх перед світською владою чи реакцією публіки.

### Цензура з боку світської влади
Щодо світської цензури юдейських книжок існує багато досліджень, наприклад щодо цензури на початку історії їх друку в Італії в XV–XVI сторіччях чи цензури царського уряду Росії у XIX сторіччі.
Багато «офіційних» цензорів таких світських урядів були юдейськими відступниками, оскільки вони знали рабинський іврит.
У царській Росії XIX ст. за царським указом єврейські книжки можна було друкувати лише у двох містах — Вільнюсі та Житомирі.

### Цензура єврейською релігійною владою
Мішна (Синедріон 10:1) забороняє читати додаткові біблійні книги (ספרים חיצונים). Талмуд пояснює, що на увазі малася книга Бен Сирах (Сираха).
На початку XIII ст. філософська книга «Путівник розгублених» Маймоніда була заборонена деякими лідерами французьких та іспанських євреїв для читання до досягнення певного віку через небезпеку філософії. Філософію заборонялось вивчати до досягнення сорокаріччя. Те саме обмеження у XV ст. було застосовано до «Вчення кабала».
У 1690-ті роки у Єгипті була заборонена книга «Прі Чадаш» за обговорення попередніх юдейських лідерів, а у 1720-ті роки релігійними лідерами були заборонені кабалістичні праці рабина Мойши Хаїма Луццато.
Зараз урядова цензура юдейських книжок рідкісна, вони переважно підпадають під самоцензуру читачів або під заборону лідерів ортодоксальних напрямків юдаїзму. Марк Шапіро зазначає, що забороняються не всі книги, які ортодоксальні євреї вважають єретичними, а лише ті, які ортодоксальні євреї ризикують прочитати. Приклади:
- «Torah Study: A Survey of Classic Sources on Timely Issues» (1990) рабина Лео Леві була заборонена рабином Елазаром Шахом оскільки торкалася питання цінності вивчення інших предметів крім Тори.
- «The Science of Torah» (2001) рабина Натана Сліфкіна були заборонені рабином ЙОзефом Шаломом Ельяшивом та іншими оскільки пояснювала, як теорія еволіції може узгоджуватись з юдаїзмом (теорію еволюції заперечують багато релігійних лідерів). Також були заборонені і інші книги Сліфкіна «Mysterious Creatures» (2003) та «The Camel, the Hare and the Hyrax» (2004).
- «Kosher Jesus» рабина Шмуля Ботеаха була заборонена 2012 року хабадським рабином Яковом Іммануелем Шохетом, який назвав кригу єретичною та такою, що «становить величезну загрозу єврейській спільноті».[16]

## Інші приклади
- Наукові теорії
  - біологічна еволюція (піддана цензурі ісламським фундаменталізмом, християнським фундаменталізмом, ультраортодоксальними юдеями харедим)
- Література
  - праці Тасліми Насрін (піддані цензурі ісламським фундаменталізмом)
  - «The Power and the Glory: The Cult of Manalo» була заборонена до друку на Філіппінах філіппінською сектою «Церква Христа».
- художній фільм «Прибуток» (англ. The Profit, 2001 р., сценарист та режисер Пітер Н. Александер). Маловідомий, оскільки світова дистрибуція була заборонена американським судом за позовом Церкви саєнтології, хоча творець фільму стверджує, що він не про саєнтологію.